# Josep Maria Castelló i Mateu
Josep Maria Castelló i Mateu   (Verdú, 8 de novembre de 1941 - Verdú, 20 de novembre de 2021) va ser alcalde de Verdú (Urgell) entre els anys 1971 a 1979. També fou un activista cultural, polític i social, comunicador, periodista i cronista de la vila.

## Biografia
De jove va fer de pagès, seguint la tradició familiar, fins a la mecanització del camp. Fou alcalde de Verdú (Urgell) dels anys 1971 a 1979, durant la transició democràtica. Autodidacta i inquiet, esdevingué administratiu, arribant a ser director de banca (fou el delegat de “la Caixa” a Verdú durant més de 20 anys).

### Activisme cultural i social
Al llarg de tota la seva vida participà de la vida cultural de Verdú i de la comarca, essent fundador de nombroses entitats i associacions. Participà en totes les activitats de cant coral, de teatre i sardanistes de Verdú. Fou fundador i president de l'Agrupament Sardanista de Verdú, organitzant una vintena de Concursos de Colles Sardanistes a Verdú. Va ser fundador de la Cooperativa VEICO de Verdú, junt amb Catalina Gener, Anna Ma Pijuan i altres.
També destaca el seu vincle amb l'Església. Va ser membre fundador dels Amics de Sant Pere Claver, fundador de l'entitat catalana de Laics Vedruna i director de Càritas diocesana de Solsona. Durant tota la seva vida dirigir el cant dominical a la Parròquia de Verdú.

### Periodisme i comunicació
Participà activament en totes les edicions de la Festa de la Verema i el Vi de Verdú, on presentava i dirigia l'acte central de “La Piada”, i organitzava el Concurs de colles Sardanistes Arxivat 2021-12-13 a Wayback Machine.. En l'àmbit periodístic i de la comunicació, sempre de forma altruista, l'any 2000 va ser un dels fundadors de la revista Xercavins de Verdú, publicant-hi trimestralment la crònica Verdú al Punt. La seva activitat transcendia de la Vila i durant més de 24 anys dirigí i presentà a Radio Tàrrega els programes sardanistes Germanor (1088 programes) i Escoltant Sardanes al costat de Carles Vall. El 8 de desembre de 2018 emetia el programa número 1000 de Germanor en programa especial fet a l'escenari del Teatre Ateneu de Tàrrega amb nombrosos convidats.

### Activisme polític
Més enllà de la seva etapa com alcalde, en Josep Maria va mantenir el seu interès per la política i el compromís amb el país i la independència de Catalunya. Fou membre de la Territorial de l'Assemblea Nacional Catalana de Tàrrega. L'1 d'octubre del 2017, en el marc del referèndum d'autodeterminació, va ser Coordinador Electoral de Verdú i la cara visible de la votació al poble.

### Etapa final
El 20 de gener de 2020 se li feu un homenatge al Castell de Verdú, dins la celebració 20 anys de la revista Xercavins, junt amb Ramon Boleda i Cases i Guiu Sanfeliu i Rochet, i on es presentà el llibre “Verdú al Punt”, amb la recopilació de la seva crònica verdunina. El 20 de novembre de 2021 moríacompanyat de la seva família a causa d'unes complicacions derivades del COVID-19.

## Publicacions
- Verdú al Punt, 20 anys - Llibre homenatge editat pel seu net i periodista Cesc Giró que agrupa les seves cròniques trimestrals a la revista Xercavins. Fou presentat el 20 de gener de 2020, per sorpresa, en el marc del 20 aniversari de la revista.

## Premis i reconeixements
- Premi Rotllana 2004 – Atorga la Federació Sardanista de les Comarques de Lleida durant la Nit de la Sardana.'
- Premi Piador de l'Any 2005 – Atorga l'Ajuntament de Verdú pel seu compromís cultural amb la Vila durant la Festa de la Verema i del Vi.
- Premi Culturàlia[10] 2007 – Atorga l'Ajuntament de Tàrrega per la tasca de difusió cultural al programa Germanor de Ràdio Tàrrega.
- Premi Capital de la Sardana 2021 - Atorga la Confederació Sardanista de Catalunya pels 1000 programes Germanor de Ràdio Tàrrega
- Programa Germanor 1090 (27 de novembre de 2021) - Dedicat exclusivament a ell com a homenatge després del traspàs.
- Programa Islàndia de RAC1 (14 de desembre de 2021) - Albert Om i Cesc Giró conversen sobre els ultims dies del padrí.